# Marah Louw
Marah Louw, aussi connue sous les noms Marah Louw Thomson ou Mara Louw, née le 17 juillet 1952, est une chanteuse, auteure-compositrice et actrice sud-africaine.

## Biographie

### Origine et études
Marah Louw est une chanteuse, auteur-compositeur et actrice née en Afrique du Sud dans la banlieue de Mzimhlophe à Soweto le 17 juillet 1952.

## Carrière
Elle débute comme chanteuse dans une chorale à l'âge de dix ans dans laquelle elle fait une tournée au Japon, à Hong Kong, aux Philippines, en Afrique du Sud et au Royaume-Uni,.
De retour en Afrique du Sud, Mara Louw effectue une tournée en Zambie, au Botswana, au Zimbabwe, au Lesotho, au Swaziland et en Namibie comme artiste solo. Marah est un choix populaire pour les événements d'entreprise et les dîners spéciaux avec un groupe ou des chœurs. Son répertoire comprend Lady is a Tramp, Wimawe, la chanson Click, Patta Patta, New York, New York, Wind Beneath my Wings, When a Child is Born et d'autres chansons bien connues. Elle chante lors du concert en hommage au 70e anniversaire de Nelson Mandela en 1988 au stade de Wembley, à Londres, en soutien à la lutte anti-apartheid. En 2007, elle présente sa propre émission de cuisine, Marah Louw et ses amis sur SABC2. Lors de la série de téléréalité Idols de M-Net, elle est juge permanente de la saison 2 à la saison 6 (2003-2010),,.
En 2010,Marah Louw reçoit le Prix annuel pour l'ensemble de ses œuvres qui lui est décerné par le Département National des Arts et de la Culture, ainsi que le Prix pour l'ensemble de ses réalisations  de l'Association sud-africaine des promoteurs de musique. Dans la série télévisée sud-africaine, La Reine, elle joue le rôle de Boi Maake jusqu'à son départ en 2017. En août 2021, elle se présente devant le Comité du commerce et de l'industrie du Parlement sud-africain pour soutenir la réforme du droit d'auteur et les droits de redevance pour les artistes,.

## Ouvrages
En 2017, elle sort une autobiographie intitulé Its Me Marah: An Autobiography où elle se livre sur sa vie, sa carrière, son pays, ses amours et ses déceptions,,,.